# Kentucky Wildcats

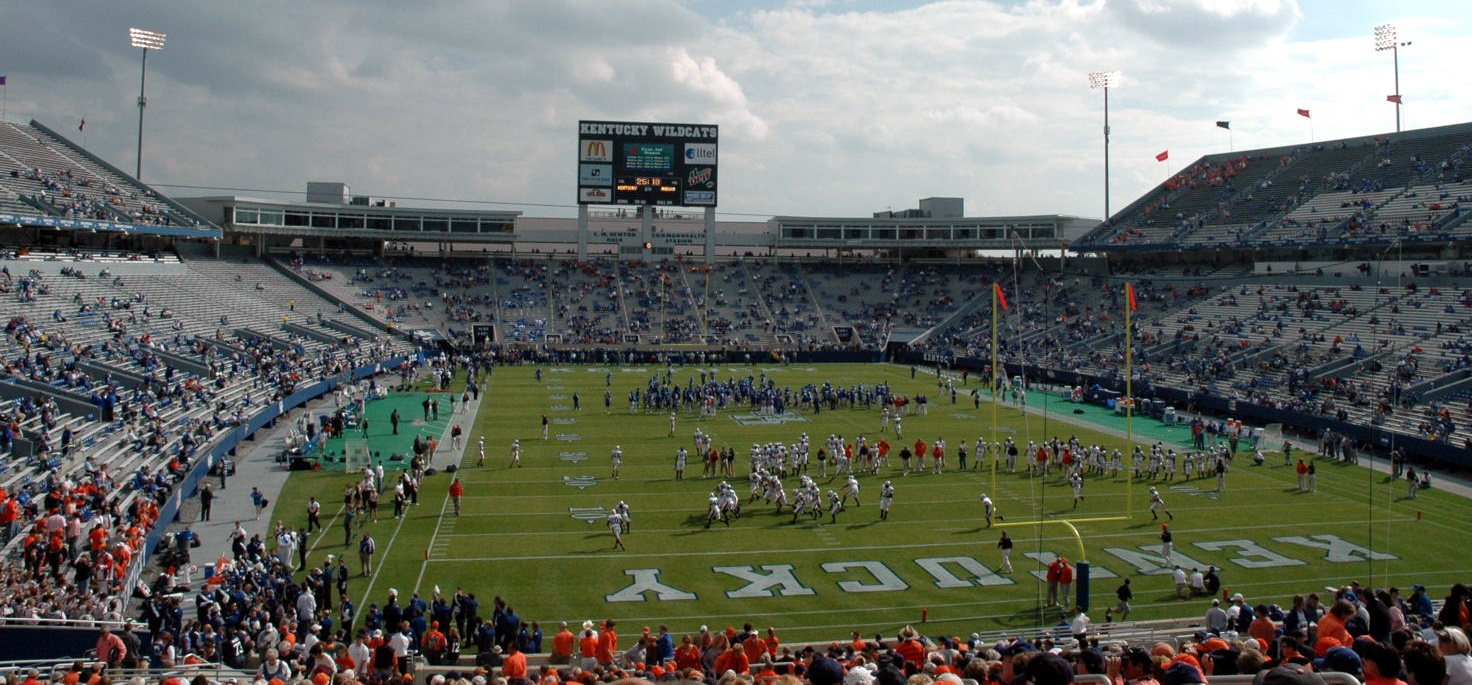
Kroger Field, conocido antes como Commonwealth Stadium.

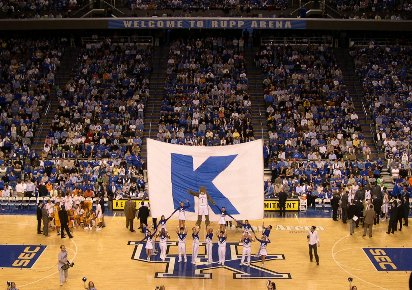
Rupp Arena.

Kentucky Wildcats (español: Gatos Monteses de Kentucky) es el nombre de los equipos deportivos de la Universidad de Kentucky en Lexington, estado de Kentucky, Estados Unidos. Los equipos de los Wildcats participan en las competiciones universitarias organizadas por la NCAA, y forman parte de la Southeastern Conference. Antiguamente, a los equipos femeninos les conocían como "Lady Kats", pero en 1995 adoptaron el mismo nombre de los masculinos, "Wildcats". 
El equipo más exitoso es el de baloncesto masculino, que ha ganado el título nacional en ocho ocasiones: 1948, 1949, 1951, 1958, 1978, 1996, 1998 y 2012]. El equipo vencedor de 1996 era conocido como Los Intocables, y estaba liderado por Derek Anderson, Tony Delk, Jeff Sheppard y Antoine Walker entre otros. Dos años después, con varios integrantes de aquel equipo campeón, volvieron a ganar el título ante Utah Utes.
Varios jugadores exitosos de la NBA han salido de esta Universidad, entre los que destacan John Wall, Shai Gilgeous-Alexander y los campeones Rajon Rondo, Tayshaun Prince y Nazr Mohammed, campeones con los Boston Celtics, Detroit Pistons y San Antonio Spurs respectivamente.
En baloncesto femenino, las Wildcats alcanzaron cuartos de final del campeonato nacional en 1982, 2010, 2012 y 2013.
Por su parte, el equipo de fútbol americano fue campeón de conferencia en 1950 y 1976, y tiene una victoria en el Sugar Bowl, una en el Cotton Bowl y una en el Peach Bowl. Entre sus exalumnos destacan George Blanda y Dermontti Dawson, miembros del salón de la fama profesional.
Sus rivales históricos son los Louisville Cardinals, también del estado de Kentucky.

## Programa deportivo
Los Wildcats participan en las siguientes modalidades deportivas:
| - Masculino - Atletismo - Atletismo en pista cubierta - Baloncesto - Béisbol - Cross - Fútbol - Fútbol americano - Golf - Natación - Tenis | - Femenino - Atletismo - Atletismo en pista cubierta - Baloncesto - Cross - Fútbol - Gimnasia - Golf - Natación - Sóftbol - Tenis - Voleibol | - Coeducacional - Rifle |

## Palmarés
- Baloncesto masculino
  - Campeón: 1948, 1949, 1951, 1958, 1978, 1996, 1998, 2012
  - Subcampeón: 1966, 1975, 1997, 2014
  - Final Four: 1942, 1984, 1993, 2011, 2015
- Campo a través femenino: 1988
- Tiro deportivo (rifle en inglés): 2011, 2018, 2021, 2022
- Voleibol cubierta femenino: 2020–21[n. 1]

1. ↑  Debido al COVID-19, la NCAA trasladó sus campeonatos en los deportes de otoño de la División I, incluido el voleibol femenino, del otoño de 2020 a la primavera de 2021. La NCAA etiquetó el torneo como la edición "2020", pero etiquetó la temporada como "2020-21".